# Bothrochilus
Bothrochilus (nombres comunes: pitón de labios blancos, pitón de D'Albertis, o pitón de agua de D'Albert) es un género de serpientes, que anteriormente era monotipo y ahora incluye siete especies, creado para las especies no venenosas de pitón, L. albertisii, que habitan en Nueva Guinea. En la actualidad no se han reconocido subespecies. Inicialmente fue descrita como un género intermedio entre Liasis y Nardoa. La especie ha sido designada en honor a Luigi D'Albertis.

## Descripción
Las hembras adultas de la pitón del norte de labios blancos (Bothrochilus albertisii) crecen hasta alcanzar una longitud de unos 213 cm, mientras que la pitón del sur labios blancos (B. hoserae) puede llegar a medir 300 cm de largo. Su piel no posee un patrón o diseño específico, excepto la pitón del norte de labios blancos que tiene marcas claras en sus postoculares, los cuales no se observan en la pitón del sur de labios blancos. El hocico es triangular y la cabeza se diferencia claramente del cuello. El dorso de la cabeza es de color negro brilloso, sus escamas labiales superiores e inferiores son blancas con marcas negras en el borde anterior de la escamas. El cuerpo es de color amarronado violeta con tonalidad amarillenta en el vientre (L. albertisii) o negruzo-azulado diluyéndose a gris en el vientre(L. hoserae). Estas pitones también regurgitan bolas de pelo. Rara vez es posible observar este comportamiento, pero de 2 a 3 días después de haberse alimentado se observan los resultados. Los dueños de las pitones de labios blancos a menudo creen que sus serpientes están regurgitando la comida.

## Taxonomía
Una especie nueva, B. hoserae, y dos subespecies nuevas, B. albertisii barkeri y B. a. bennetti, fueron descriptas en Hoser (2000), pero estas descripciones fueron consideradas ambiguas e imprecisas.
En el 2008, Schleip describe nuevamente y brinda datos precisos de dos de los taxa de Hoser (2000), Bothrochilus hoserae, de las tierras bajas del sur de Papua Nueva Guinea y de la vecina Indonesia, y B. benettorum, de las tierras altas de la Morobe Province, Papua Nueva Guinea. Una tercera, Bothrochilus albertisii barkeri fue considerada un nomen nudum ya que Hoser no había dado una descripción que incluyera las características para diferenciar este taxón de los otros. Tres nuevas especies fueron descriptas: B. biakensis de la isla de Biak (parte de la provincia de Indonesia de Papua, B. fredparkeri de la cuenca Karimui, Simbu Province, Papua Nueva Guinea, y B. huonensis de la península Huon, provincia Morobe, Papua Nueva Guinea.

## Especies
Se reconocen las siguientes:
- Bothrochilus albertisii (Peters & Doria, 1878), pitón de agua de Albert
- Bothrochilus bennettorum (Hoser, 2000), pitón de labios blancos de Bennett
- Bothrochilus biakensis (Schleip, 2008), pitón de labios blancos de Biak
- Bothrochilus boa (Schlegel, 1837)
- Bothrochilus fredparkeri (Schleip, 2008), pitón de labios blancos de Parker
- Bothrochilus hoserae (Hoser, 2000),  pitón del sur de labios blancos
- Bothrochilus huonensis (Schleip, 2008), pitón Huon de labios blancos